# Doubt (film)
Doubt is een Amerikaanse dramafilm uit 2008 onder regie van John Patrick Shanley. Deze verfilmde hiervoor zijn eigen gelijknamige toneelstuk, Doubt: A Parable. Doubt werd genomineerd voor de Academy Award voor beste script en zowel Meryl Streep, Philip Seymour Hoffman, Amy Adams als Viola Davis voor Academy Awards voor hun acteerprestaties. Ze werden alle vijf eveneens genomineerd voor een Golden Globe en wonnen gezamenlijk daadwerkelijk de National Board of Review Award voor beste ensemble.

## Verhaal
De Amerikaanse St.-Nicholasschool wordt geleid door gescheiden van elkaar levende mannelijke en vrouwelijke geestelijken. Pastoor Brendan Flynn (Philip Seymour Hoffman) is progressief, heeft regelmatig lolletjes met zijn ambtgenoten en is geliefd bij leerlingen. De zusters staan onder gezag van de conservatieve Aloysius Beauvier (Meryl Streep), die een sobere omgang nastreeft, discipline eist en een kille reputatie heeft. Zijzelf zit daar niet mee, de instelling is immers een school en geen sociale vereniging.
Op een dag in 1964 opent Flynn de mis met een preek over twijfel, die hij persoonlijk ondervond na de moord op JFK een jaar eerder. Zuster Aloysius vermoedt niettemin dat hij het onderwerp 'twijfel' met een ander motief op het woord gooit. Ze denkt dat hij zich heeft opgedrongen aan Donald Miller (Joseph Foster), de enige zwarte leerling op St.-Nicholas die sinds twee maanden de school bezoekt. Ze uit haar vermoeden tegenover zuster James (Amy Adams), een vriendelijke lerares die liefst uitgaat van het goede in de mens. Zij kan zich totaal niets voorstellen bij de beschuldiging, maar Aloysius is vastberaden misbruik aan het licht te brengen.
Wanneer zuster James zangles aan het geven is, ziet ze vanuit een ooghoek pastoor Flynn naar de kluisjes lopen en daar iets in stoppen. Ze gaat kijken en ziet dat hij Millers onderhemd in diens kastje stopte. Dit meldt ze aan Aloysius, die Flynn verzoekt op gesprek te komen. Op haar kamer met Flynn en James begint ze over het aankomende kerstspel, maar draait het gesprek gaandeweg naar waar ze het eigenlijk over wil hebben: de ontmoeting die Flynn en Miller samen in zijn pastorie hadden. Hij wil hier absoluut niet over praten en vertelt dat het een privégesprek betrof. Als hij weg wil lopen, doet ze hem stoppen door te vermelden dat Miller naar alcohol rook toen deze bij hem buiten kwam. Hierop vertelt een geïrriteerde Flynn dat Miller en hij inderdaad een geheim delen, maar een ander dan dat Aloysius denkt. Mr. McGuinn (Jack O'Connell) heeft Miller namelijk betrapt op het drinken van altaarwijn. Flynn vertelt dat hij Miller daarop onder vier ogen tot de orde heeft geroepen, omdat die geen misdienaar meer mag zijn als het uitlekt. Aangezien Miller geen vrienden heeft gemaakt sinds hij aankwam op St.-Nicholas, heeft Flynn zich als zijn beschermer opgeworpen en wilde hij de jongen het misdienaarschap niet afnemen, wat hij nu alsnog verplicht is te doen.
Miller blijkt inderdaad gepest te worden door medeleerlingen, die onder meer het speelgoeddanseresje vertrappen dat hij van Flynn kreeg. Wanneer de jongen steun zoekt, neemt Flynn hem op de gang even in zijn armen, wat zuster James van een afstand ziet en eveneens aan Aloysius meldt. James was overtuigd door Flynns verklaring, maar twijfelt weer. Aloysius nam sowieso geen genoegen met zijn verhaal en vraagt Millers moeder (Viola Davis) naar school te komen om haar vermoeden ook met haar te delen. Zij wil er eigenlijk liefst dat de zaak niet wordt opgehelderd. Haar zoon wordt thuis geslagen door zijn vader omdat hij 'anders' is. Als hij op school terechtkan met zijn vragen en problemen, dan is ze bereid het goede met het kwade te nemen. Ze dacht eigenlijk dat ze naar school moest komen omdat haar zoon vanwege zijn huidskleur ergens valselijk van werd beschuldigd.
Een inmiddels flink geagiteerde Flynn spreekt Aloysius later aan op haar kamer, ondanks dat er geen verplichte neutrale derde persoon aanwezig is. Hij blijft bij hoog en laag volhouden dat haar beschuldigingen vals zijn, maar zij blijft rotsvast overtuigd van haar gelijk. Ze vertelt hem erachter te zijn gekomen dat St.-Nicholas zijn derde werkgever is in vijf jaar. Tevens vertelt ze hem een non op de vorige school gesproken te hebben over het hoe en waarom van zijn vertrek daar. Aloysius geeft Flynn daarom de mogelijkheid zelf op te stappen, voordat ze de inhoud van dit gesprek openbaar maakt. Hij accepteert, houdt een laatste preek over het onomkeerbare karakter van roddels en vertrekt.
Na het vertrek van Flynn komt zuster James in de tuin praten met Aloysius. Nu diens opponent is vertrokken, vraagt ze zich af hoe erg het verhaal van de non die ze belde kan zijn geweest, dat Flynn voor een vertrek koos. Aloysius onthult daarop dat ze nooit iemand van Flynns vorige werkgever heeft gesproken, maar blufte. Zijn daaropvolgende vertrek was voor haar de schuldbekentenis die ze najoeg.

## Rolverdeling
| Acteur                 | Personage                     |
| ---------------------- | ----------------------------- |
| Meryl Streep           | zuster Aloysius Beauvier      |
| Philip Seymour Hoffman | eerwaarde vader Brendan Flynn |
| Amy Adams              | zuster James                  |
| Viola Davis            | mevrouw Miller                |
| Alice Drummond         | zuster Veronica               |
| Audrie Neenan          | zuster Raymond                |
| Carrie Preston         | Christine Hurley              |
| John Costelloe         | Warren Hurley                 |

## Trivia
- Regisseur Shanley won in 2005 een Pulitzerprijs voor het toneelstuk.
- Het toneelstuk won vier Tony Awards.